# Villanueva del Rebollar de la Sierra
Villanueva del Rebollar de la Sierra – gmina w Hiszpanii, w prowincji Teruel, w Aragonii, o powierzchni 18,99 km². W 2011 roku gmina liczyła 47 mieszkańców.